# セナガアナバチ科
セナガアナバチ科（セナガアナバチか・背長穴蜂科 / Ampulicidae）は、膜翅目ハチ亜目（細腰亜目）ミツバチ上科に属する科の1つ。世界に6属約200種を擁するハチ（狩人蜂）の仲間である。
主に植物の茎や既存の間隙に巣を作り、森林性ゴキブリ類の若虫（幼虫）を狩り幼虫の餌とする。かつてはいくつかの科とともにジガバチ科あるいはアナバチ科に分類されていたが、独立した科に再分類された。
世界に2亜科6属約170種を産し、大部分が熱帯・亜熱帯に生息する。

## 特徴・生態
本科はミツバチ上科のアナバチ型ハチ類の中でも最も原始的なグループである。
属する種は体長5 - 20 mm程度の細長い体形で、美しい金属光沢を有する種が多い。ただし、日本国外に分布するセナガアナバチ属 Ampulex には黒色や褐色の種もいる。他のアナバチ類と異なり、前胸部が前方に長く伸びる点が特徴で、その点から「セナガアナバチ」と命名された。このほか、他科のアナバチ類とは「後翅の臀睡が小さいか、完全にない」「中脚の脛節にある棘は2本」「跗節の爪は内歯を持つか分岐する」点が異なる。
主にゴキブリ類を狩って幼虫の餌とするが、完璧な巣は作らず、既存の物の隙間に獲物のゴキブリを運び込み産卵する捕食寄生生物である。本科のメス成虫は獲物をみつけるとそれに針を刺して麻酔させ、自然の坑道・窪みなどに搬入して産卵し、木屑・土塊を用いて入口を簡易的に閉塞する（既存坑充填閉鎖型）。

## 分類
本科のハチは触角挿入孔の付着形状・後胸腹板の形状などからセナガアナバチ亜科 Ampulicinae とヒメセナガアナバチ亜科（アマミセナガアナバチ亜科） Dolichurinae の2亜科に区分されていたが、近年は両亜科とも1つに統合されるようになってきた。日本に生息する種は計3種（セナガアナバチ属の2種・ヒメセナガアナバチ属の1種）である。

### セナガアナバチ属
セナガアナバチ属 Ampulex Jurine, 1807 は（セナガアナバチ亜科） Ampulicinae Shuckard, 1840 の族 Ampulicini Shuckard, 1840 に属する。同属に分類される種は全身が金属光沢を持ち、触角挿入孔が双葉上の額片で覆われる。脚が部分的に赤くなる種もいる。
頭楯は強く前方に突出し、その先端中央はやや尖る。複眼は極めて大きく、また普通は縦走する中央隆起線を持つ。
オーストラリアを除く世界中の熱帯・亜熱帯に分布し、約120種が知られる。日本からは4種が記録されているが、そのうち1種（フタツバセナガアナバチ）はその実在が疑問視されている。
- エメラルドゴキブリバチ A. compressa - 東南アジアなど熱帯地域に生息する種。中肢と後ろ肢の腿節が赤い。
- サトセナガアナバチ A. dissector (Thunberg, 1822)[注 3][9] - 日本（本州・四国・九州および対馬・種子島・屋久島）および東アジア・東南アジアに生息し[9]、主に家屋性のゴキブリ（クロゴキブリ・ワモンゴキブリ・コワモンゴキブリなど）を狩る[13]。過去にはアカアシセナガアナバチ、もしくは単にセナガアナバチの和名で呼称されていた[12]。身体は青緑色に輝き、後ろ肢の腿節が赤い。
- ミツバセナガアナバチ A. tridentata Tsuneki, 1982[9] - マダラゴキブリの幼虫を狩ることが知られている[13]。中琉球（奄美大島）および南琉球（石垣島・西表島）に分布しているほか[14]、最近中国からも記録された[15]。体長はメスが16 - 20 mm、オスが13 mm前後である[14]。体色は青みが強い個体と、強く紫を帯びる個体が見られる。肢の腿節は赤くない[14]。

沖縄島から1926年に未知種（頭楯前縁が2歯状）のメス1個体が採取され、フタツバセナガアナバチ A. dentata Matsumura & Uchida, 1926 として新たに記載された。同種はかつて「ハダカセナガアナバチ」の和名で呼称され、後にYasumatsu (1936) により石垣島産のメス2個体・オス1個体および奄美大島産のオス1個体を検視個体として再記載されたが、その際に用いられた標本は頭楯前縁が3歯状であったため別種とされ、Tsuneki (1982) が石垣島産の個体をホロタイプ標本として用い、3歯状の別種をミツバセナガアナバチとして記載した。A. dentata のタイプ標本は2016年時点でも所在不明で、混入した海外の採取品である可能性も指摘されている。Z.-Z. Liu et al（2025）では中国に分布する種の一つとされている。

### ヒメセナガアナバチ属
ヒメセナガアナバチ属 Dolichurus Latreille, 1809 は（ヒメセナガアナバチ亜科）Dolichurinae Dahlbom, 1842 の族 Dolichurini Dahlbom, 1842に分類される属である。ヒメセナガアナバチ亜科を認める場合、本属は同亜科に位置づけられる。
全身黒色の種が多く、触角挿入孔が2つに裂けない額片で覆われる。
東洋区・エチオピア区を中心に、世界に約35種が分布している。日本ではアマミセナガアナバチ1種が、台湾には同種を含めた10種以上が知られている。
- アマミセナガアナバチ Dolichurus amamiensis Tsuneki & Iida, 1964[13] - 日本では琉球列島の中琉球（奄美大島・徳之島・久米島）、南琉球（石垣島・西表島）に分布する[10]。日本国外では台湾・フィリピン・タイ・スリランカに分布するが、詳細な生態は不明である[13]。

体長5 - 13 mmで脚・触角を含めた全身が黒く、日本産のセナガアナバチ属2種とは容易に区別できる。翅は比較的強く曇り、前翅の亜縁室は3室で腹部は光沢が強い。メスの頭楯畳半の中央には明瞭な隆起線がある。

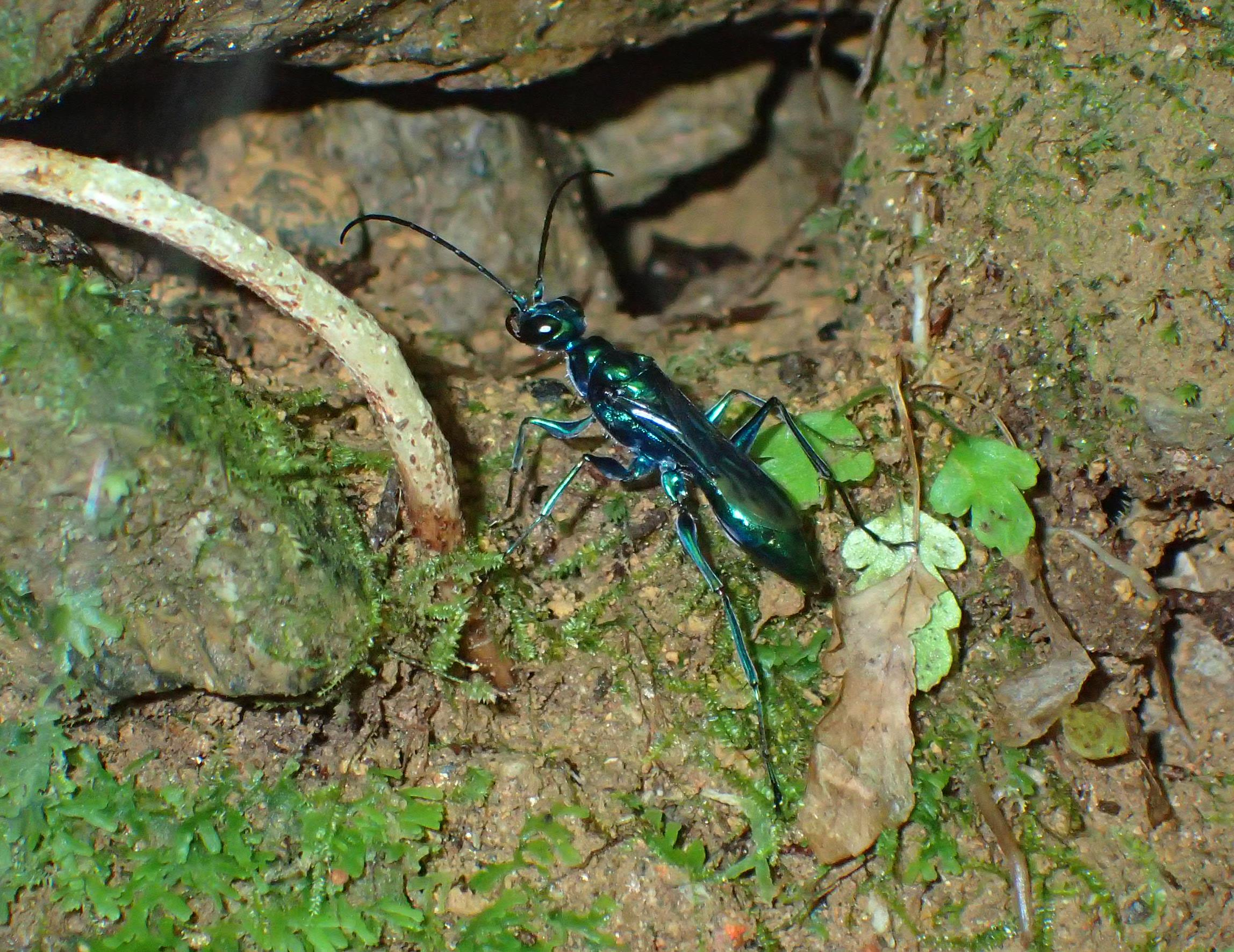
ミツバセナガアナバチ♀ 奄美大島
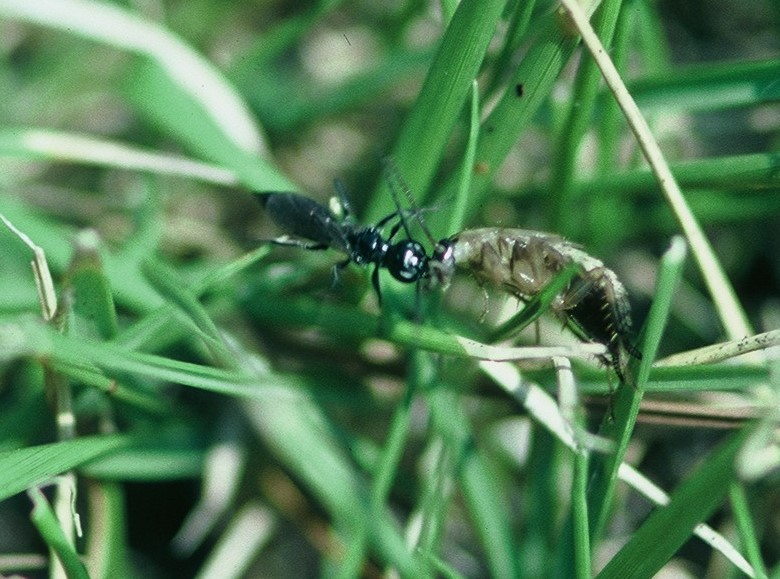
アマミセナガアナバチ♀ 奄美大島